# Интернационални стадион Јокохама
Интернационални стадион Јокохама (јап. 横浜国際総合競技場) или Нисан стадион (јап. 日産スタジアム) је вишенаменски стадион, који се налази у Јокохами, Јапан. Капацитет 72.327 места за седење.
На Светском првенству у фудбалу 2002. године одигране су три утакмице првог круга, а финална утакмица између Немачке и Бразила одиграна је 30. јуна 2002. (победио је Бразил резултатом 2:0). Стадион је планиран за одигравање фудбалских утакмица на Летњим Олимпијским играма 2020. Стадион је такође предвиђен као један од домаћина Светског првенства у рагбију 2019.